# Čandra Šékhar
Čandra Šékhar (1. července 1927 Ibrahimpatti, stát Uttarpradéš – 8. července 2007 Nové Dillí) byl indický politik, ministerský předseda Indie v letech 1990–1991.

## Životopis a charakteristika osobnosti
Šékhar se narodil 1. července 1927 v zemědělské rodině v malé vesnici Ibrahimpatti v okrese Ballia v severoindickém státě Uttarpradéš. Otec se jmenoval Sadánand Singh, matka Durpai Déví. Jako zapálený idealista a horlivý revolucionář se do politiky dostal již jako student. Vystudoval politickou vědu na univerzitě v Allahábádu a počátkem 50. let vstoupil do socialistického hnutí. Velký vliv na to měl teoretický vůdce indických socialistů Nárendra Déva.
V letech, kdy byl v indickém parlamentu, se vždy zastával chudých a utlačovaných a bojoval za radikální sociální reformy. V roce 1969 založil a vedl časopis Young India, který propagoval socialistickou filozofii. Ve vězení si psal v hindštině deníček, který byl publikován. V roce 1983 (6. ledna až 25. června) podnikl maratónský dálkový pochod z Kannijákumari do Nového Dillí (2 500 mil), aby ukázal problémy indického venkova a navázal kontakt s masami, na cestě založil v různých státech Indie 15 center Bhárat Játrá. Měl rád zahrádkaření a cestování. S manželkou Dúdža Déví měl dva syny, Pankadže a Niradže Singhovy.
Čandra Šékhar byl v kritickém stavu hospitalizován 3. května 2007 a zemřel v Novém Dillí 8. července 2007 na rakovinu lymfatických žláz.

## Šékhar v Indickém národním kongresu
Šékhar byl upřímný idealista a socialista. Proti politice politických vůdců zastával stanoviska demokratických hodnot a sociálních přeměn. V letech 1962 - 1967 byl jako socialista poslancem Horní komory indického parlamentu (Rajya Sabha) a vstoupil do Indického národního kongresu. Ke konci 60. let byl mezi radikály, kteří požadovali výměnu starých kádrů ve straně. Zklamán způsobem, jakým vládla Indira Gándhíová, stál počátkem 70. let proti ní ve stranické opozici. Během výjimečného stavu vyhlášeném I. Gándhíovou byl v 70. letech spolu s vůdci opozice uvězněn.

## Založení a problémy Janata Party
Po svém propuštění se stal v roce 1977 prvním předsedou Janata Party, která záhy vystřídala ve vládnutí stranu Indického národního kongresu. Od téhož roku byl členem Dolní komory indického parlamentu, kam byl zvolen celkem osmkrát za svůj rodný okres Ballia. Jen jedenkrát, v době masivních sympatií k Indiře Gándhíové r. 1984, byl poražen.
Koalice vedená Janata Party byla u moci v letech 1977–1979, kdy byl premiérem Mórárdží Désaí. Indira Gándhíová se k moci vrátila po volbách v roce 1980. V roce 1988 vytvořila Janata Party s dalšími opozičními stranami Janata Jap Party, kterou vedl Višvanáth Pratáp Singh, jenž se posléze stal ministerským předsedou.

## Ve funkci premiéra
V přesvědčení, že by se mohl stát premiérem, Šékhar pomohl 5. listopadu 1990 vládu svrhnout. Nato ze strany vystoupil a zformoval Socialistickou lidovou stranu (Socialist People's Party). S nepatrnou většinou díky podpoře Indického národního kongresu a dalších stran (mj. i obou komunistických) se o pět dní později stal premiérem. Již 6. března 1991 však musel podat demisi, když ho Indický národní kongres obvinil ze sledování svého vůdce Rádžíva Gándhího a přestal vládu podporovat. Během následující volební kampaně byl Rádžív Gándhí zavražděn; Šékhar nakonec zůstal ve funkci, aby dohlížel nad novými volbami.